# Mine de charbon de Pokrovsk
La mine de charbon de Pokrovsk (en ukrainien : Шахтоуправління «Покровське») est une mine de charbon située en Ukraine, dans l'oblast de Donetsk.
Elle s’appelait aussi Krasnoarmiiska–Zakhidna alors que le village s’appelait Krasnoarmiiska. Cette mine a été ouverte en 1990.

## Production
Avec des réserves estimées de 79,5 millions de tonnes de charbon, sa production annuelle est de 3,49 millions de tonnes. Elle appartient à Shakhtoupravlenye Pokrovske et c'est l'une des plus productives d'Ukraine.